# تری‌کودرمین
تری‌کودرمین (به انگلیسی: Trichodermin) با فرمول شیمیایی C۱۷H۲۴O۴ یک ترکیب شیمیایی با شناسه پاب‌کم ۲۰۸۰۶ است. که جرم مولی آن ۲۹۲٫۳۷ g/mol می‌باشد.